# 1142 dans les croisades
Cette page regroupe les évènements concernant les Croisades qui sont survenus en 1142 : 
- Construction du krak de Moab, dans la seigneurie d'Outre-Jourdain[1].
- mort de Guillaume Ier de Bures, prince de Galilée. Son neveu Elinard de Bures lui succède[2].
- mort du prince Léon Ier d'Arménie en captivité à Byzance[2].